# Marko Marin
Marko Marin (Kirin Serbia: Марко Марин, sinh ngày 13 tháng 3 năm 1989) là một cựu cầu thủ bóng đá chuyên nghiệp người Đức thi đấu ở vị trí tiền vệ tấn công và tiền vệ cánh trái.

## Tuổi thơ
Marin sinh ra tại Bosanska Gradiška, Nam Tư. Bố mẹ anh là người Serbia gốc Bosnia. Marin chỉ mới 2 tuổi khi gia đình anh chuyển đến Đức năm 1991 do công việc của mẹ anh là bà Borka. Anh lớn lên tại Frankfurt. Thần tượng lúc nhỏ của anh là Dejan Savićević.

## Sự nghiệp câu lạc bộ

### Borussia Mönchengladbach
Anh bắt đầu sự nghiệp tại đội trẻ của SG 01 Hoechst và sau đó là Eintracht Frankfurt. Năm 2005, anh chuyển sang đội trẻ của Borussia Mönchengladbach. Sau một năm chơi cho đội trẻ Monchengladbach, anh được đưa lên đội hình hai câu lạc bộ. Marin ký hợp đồng ba năm với câu lạc bộ và anh có trận đấu chuyên nghiệp đầu tiên vào ngày 31 tháng 3 năm 2007 với Eintracht Frankfurt. Ngày 9 tháng 8 năm 2008, anh lập hat-trick chỉ sau 16 phút đầu trận trong trận thắng 8-1 của Mönchengladbach trước đội hạng bảy VfB Fichte Bielefeld ở vòng một Cúp bóng đá Đức 2008-09.

### Werder Bremen
Ngày 24 tháng 6 năm 2009, Marin chuyển đến thi đấu cho Werder Bremen với phí chuyển nhượng 8,5 triệu €. Anh có trận ra mắt cho Bremen vào ngày 2 tháng 8 năm 2009 trong trận gặp Union Berlin, trận này Bremen thắng 5-0 nhưng Marin không ghi bàn và còn bị thay ra bởi Aaron Hunt ở phút thứ 60. Trận ra mắt của Marin ở Bundesliga trong màu áo Bremen ở vòng 1 Bundesliga 2009-10 gặp Eintracht Frankfurt, trận này Bremen thua 3-2.. Trận đấu đầu tiên của anh cho Bremen ở đấu trường châu Âu là ở vòng bảng Europa League 2009-10 gặp FK Aktobe, trận này Bremen thắng 6-3. Anh ghi bàn đầu tiên cho Bremen ở Bundesliga vào ngày 25 tháng 10 năm 2009 trong trận gặp VfL Bochum.
Tại mùa giải 2010-11, Marin hợp thành bộ ba tấn công cùng với Aaron Hunt và Mesut Özil. Anh ghi được 4 bàn thắng tại Bundesliga và có 11 đường chuyền thành bàn. Mùa giải tiếp theo khi Özil đến Real Madrid, phong độ của Marin lại sa sút và anh chỉ có một bàn thắng cùng 5 đường chuyền thành bàn.

### Chelsea
Ngày 28 tháng 4 năm 2012, Marin đã đạt được thỏa thuận với câu lạc bộ Chelsea. Giá trị của thương vụ được tiết lộ vào khoảng 5,5 – 6,5 triệu Bảng Anh. Anh chính thức thức gia nhập the Blues khi kì chuyển nhượng mùa hè mở cửa ngày 1 tháng 7 với bản hợp đồng có thời hạn 5 năm. Marko Marin khoác áo 21, số áo cũ của Salomon Kalou. Ngày 18 tháng 7, anh có trận đấu đầu tiên cho Chelsea trong trận đấu giao hữu trước mùa giải với Seattle Sounders FC, ghi bàn thắng thứ ba trong chiến thắng 4–2. Anh không thể tham dự trận Community Shield 2012 vì lý do chấn thương.
Cũng vì chấn thương mà phải sau hơn hai tháng gia nhập Chelsea, Marin mới có trận đấu chính thức đầu tiên vào ngày 25 tháng 9 trong trận đấu tại vòng 3 League Cup với Wolves, trận đấu mà Chelsea đã thắng 6-0. Ngày 28 tháng 11, anh có trận ra mắt tại Premier League khi vào sân ở phút 82 thay cho Eden Hazard trận hòa 0-0 với Fulham.
Ngày 9 tháng 2 năm 2013, Marin có bàn thắng chính thức đầu tiên cho Chelsea, ấn định chiến thắng 4-1 trước Wigan Athletic ngay khi vừa vào sân từ băng ghế dự bị.

#### Sevilla
Ngày 28 tháng 6 năm 2013, Chelsea chính thức cho Sevilla FC mượn Marin trong thời gian một mùa giải. Marin ghi bàn thắng đầu tiên cho Sevilla trong trận giao hữu tôn vinh Rio Ferdinand với Manchester United. Ngày 22 tháng 8, anh lập cú đúp trong chiến thắng 4-1 trước Śląsk Wrocław tại lượt đi vòng sơ loại Europa League.
Cuối mùa giải 2013-14, Marin đã cùng Sevilla giành chức vô địch UEFA Europa League sau thắng lợi trên chấm luân lưu trước Benfica.

#### Fiorentina
Ngày 19 tháng 8 năm 2014, Chelsea chính thức xác nhận Marin sẽ đến Fiorentina để thi đấu theo hợp đồng cho mượn đến hết mùa bóng 2014-15. Tuy nhiên tại đội bóng Ý, anh chỉ có vỏn vẹn bốn lần được ra sân, tất cả đều tại Europa League.

#### Anderlecht
Ngày 20 tháng 1 năm 2015, sau khi không có được cơ hội tại Fiorentina, Marin đã đến đội bóng Bỉ Anderlecht trong giai đoạn còn lại của mùa giải 2014-15 theo hợp đồng cho mượn từ Chelsea, kèm theo điều khoản có thể mua đứt vào cuối mùa.

#### Trabzonspor
Ngày 25 tháng 8 năm 2015, Marin được Chelsea cho mượn đến Thổ Nhĩ Kỳ khoác áo Trabzonspor đến hết mùa giải 2015-16 kèm theo điều khoản có thể mua đứt vào cuối mùa. Năm ngày sau đó, Marin có trận đấu đầu tiên cho Trabzonspor trong trận hòa 2–2 với Akhisar Belediyespor. Ngày 26 tháng 9, Marin có bàn thắng đầu tiên tại Thổ Nhĩ Kỳ trong trận thua Osmanlıspor 3-1. Ngày 15 tháng 2 năm 2016, Marin lập công giúp Trabzonspor thắng Kayserispor 2-1.

### Olympiacos
Ngày 23 tháng 8 năm 2016, Marin chính thức trở thành cầu thủ của Olympiacos theo bản hợp đồng có thời hạn ba năm, chấm dứt bốn năm thuộc biên chế Chelsea nhưng phần lớn thời gian chỉ được đem cho mượn.

## Sự nghiệp đội tuyển quốc gia
Năm 2010, Marin khẳng định anh chưa từng bao giờ được triệu tập vào đội tuyển Bosnia và Herzegovina do đó anh quyết định vào đội tuyển Đức.
Vào năm 2008, anh cũng được gọi vào đội tuyển U-21 Đức và đã chơi ở sáu giải đấu. Vào ngày 16 tháng 5 năm 2008, anh được gọi vào đội tuyển quốc gia Đức bởi huấn luyện viên Joachim Löw cho Euro 2008 trong tổng số 26 người, nhưng cuối cùng anh lại bị loại ra khi danh sách được rút xuống còn 23 người. Anh có trận ra mắt trong màu áo đội tuyển vào ngày 27 tháng 5 năm 2008 trong trận hoà 2-2 với đội tuyển Belarus. Marin được cho vào sân ở hiệp hai để thay Bastian Schweinsteiger.
Cũng trong năm đó, vào ngày 20 tháng 8, anh có lần ra sân thứ hai cho đội tuyển Đức và ghi bàn trong trận gặp Bỉ. Marin là thành viên đội U-21 vô địch Giải vô địch U-21 châu Âu 2009. Anh được triệu tập vào đội tuyển Đức tham dự World Cup 2010 tại Nam Phi. Anh được vào sân thay Lukas Podolski ở phút thứ 82 trận đầu tiên tại giải đấu của Đức thắng Úc 4-0. Ở trận đấu thứ hai của Đức ở vòng bảng gặp đội tuyển bóng đá quốc gia Serbia, Đức thua 1-0 và Marin cũng được đưa vào sân thay Thomas Muller ở hiệp hai.

## Danh hiệu

### Câu lạc bộ
Borussia Mönchengladbach
- 2. Bundesliga: 2007–08

Chelsea FC
- UEFA Europa League: 2012-13

Sevilla
- UEFA Europa League: 2013–14

### Đội tuyển quốc gia
Đức
- Giải vô địch bóng đá U-21 châu Âu: 2009

### Cá nhân
- Huy chương bạc Fritz-Walter-Medaille 2006 (lứa tuổi U-17)
- Huy chương vàng Fritz-Walter-Medaille 2008 (lứa tuổi U-19)